# Хасиратани, Коити
Коити Хасиратани (яп. 柱谷 幸一 Хасиратани Коити, род. 1 марта 1961, Киото) — японский футболист и тренер. Выступал за национальную сборную. Старший брат японского футболиста Тэцудзи Хасиратани.

## Клубная карьера
На протяжении своей футбольной карьеры выступал за клубы «Ниссан Моторс», «Урава Ред Даймондс», «Касива Рейсол». Взрослую футбольную карьеру Хасиратани начал после окончания университета Кокусикан в 1983 году в клубе «Ниссан Моторс», где провел в итоге 9 сезонов, пока не перешел в «Урава Редс» в 1992 году, прямо накануне создания новой Джей-лиги. В июне 1994 года Хасиратани сменил команду на «Касива Рейсол», выступавшую тогда в дивизионе 2. К концу сезона команда смогла добиться повышения в классе. В 1996 году «Касива Рейсол» заняла пятое место в чемпионате, а Хасиратани принял решение завершить игровую карьеру.

## Карьера в сборной
В августе 1979 года, когда Хасиратани был студентом, он получил вызов в молодежную сборную Японии на Чемпионат мира среди молодёжных команд 1979 года. Через два года он дебютировал в составе взрослой национальной сборной Японии 8 февраля 1981 года в матче против Малайзии. В 1982 году он выступал на Азиатских играх. Также играл в матчах квалификации на летние Олимпийские игры 1984 года и отборочных матчах к чемпионату мира 1986 года. В сентябре 1986 года, участвуя в турнире Азиатских игр, Хасиратани провел свой последний матч за сборную против Бангладеш. С 1981 по 1986 год сыграл за Японию 29 матчей, в которых забил 3 гола.

## Тренерская карьера
После получения лицензии тренера Джей-лиги S-класса в 1999 году, Хасиратани начал свою тренерскую карьеру в «Монтедио Ямагата». Он управлял главной командой в течение 3 лет с сезона 2001 по сезон 2003 года. Спустя полгода тренер возглавил «Киото Санга» в июне 2004 года, когда команда также выступала в дивизионе 2. И поспособствовал ее продвижению в классе после окончания сезона 2005 года, в котором клуб занял первое место. Однако, плохой результат в высшем дивизионе Джей-лиги и низкая посещаемость домашних матчей клуба стали причиной увольнения Хасиратани 3 октября за 2 месяца до конца сезона 2006 года.
В 2007 году Хасиратани подписал контракт с клубом «Тотиги», который выступал в четвертом по счету дивизионе страны. За два года он привел команду к повышению в классе до второго дивизиона Джей-лиги. Но успехи команды негативно сказались на отношениях тренера с руководством клуба — им так и не удалось договориться о повышении зарплаты и привлечении новых игроков. В конце 2008 года тренер был вынужден покинуть клуб. В декабре 2009 года Хасиратани был назначен генеральным директором «Урава Редс», но за пару лет его управления команда опустилась на дно турнирной таблицы, что стало причиной увольнения в конце 2011 года.
Проведя сезон 2012 года в качестве комментатора, Хасиратани был назначен главным тренером «Джираванц Китакюсю», который имеет только лицензию на выступления в дивизионе 2. У руководства были планы по строительству нового стадиону и, соответственно, получению лицензии на выступление в высшем дивизионе. Однако, в 2016 году клуб вылетел в третий дивизион, где и пребывает до сих пор.

## Достижения

### Командные
«Ниссан Моторс»
- Победитель Первого дивизиона японской футбольной лиги; 1988/89, 1989/90
- Обладатель Кубка Императора; 1983, 1985, 1988, 1989, 1991

### Индивидуальные
- Включён в символическую сборную Первого дивизиона японской футбольной лиги; 1983, 1984, 1988/89

## Статистика

### В клубе
| Выступления за клуб | Выступления за клуб | Выступления за клуб          | Лига  | Лига | Кубок            | Кубок            | Кубок лиги | Кубок лиги | Итого | Итого |
| Сезон               | Клуб                | Лига                         | Матчи | Голы | Матчи            | Голы             | Матчи      | Голы       | Матчи | Голы  |
| Япония              | Япония              | Япония                       | Лига  | Лига | Кубок Императора | Кубок Императора | Кубок лиги | Кубок лиги | Итого | Итого |
| ------------------- | ------------------- | ---------------------------- | ----- | ---- | ---------------- | ---------------- | ---------- | ---------- | ----- | ----- |
| 1983                | Ниссан Моторс       | Чемпионат Японии. Дивизион 1 | 18    | 7    |                  |                  |            |            | 18    | 7     |
| 1984                | Ниссан Моторс       | Чемпионат Японии. Дивизион 1 | 17    | 8    |                  |                  |            |            | 17    | 8     |
| 1985/86             | Ниссан Моторс       | Чемпионат Японии. Дивизион 1 | 22    | 8    |                  |                  |            |            | 22    | 8     |
| 1986/87             | Ниссан Моторс       | Чемпионат Японии. Дивизион 1 | 22    | 11   |                  |                  |            |            | 22    | 11    |
| 1987/88             | Ниссан Моторс       | Чемпионат Японии. Дивизион 1 | 13    | 3    |                  |                  |            |            | 13    | 3     |
| 1988/89             | Ниссан Моторс       | Чемпионат Японии. Дивизион 1 | 22    | 9    |                  |                  |            |            | 22    | 9     |
| 1989/90             | Ниссан Моторс       | Чемпионат Японии. Дивизион 1 | 11    | 2    |                  |                  | 4          | 1          | 15    | 3     |
| 1990/91             | Ниссан Моторс       | Чемпионат Японии. Дивизион 1 | 5     | 0    |                  |                  | 4          | 2          | 9     | 2     |
| 1991/92             | Ниссан Моторс       | Чемпионат Японии. Дивизион 1 | 10    | 4    |                  |                  | 2          | 0          | 12    | 4     |
| 1992                | Урава Ред Даймондс  | Джей-лига                    | -     | -    | 4                | 4                | 8          | 6          | 12    | 10    |
| 1993                | Урава Ред Даймондс  | Джей-лига                    | 18    | 2    | 1                | 0                | 3          | 0          | 22    | 2     |
| 1994                | Урава Ред Даймондс  | Джей-лига                    | 7     | 0    | 0                | 0                | 0          | 0          | 7     | 0     |
| 1994                | Касива Рейсол       | J2 Лига                      | 16    | 1    | 0                | 0                | 1          | 0          | 17    | 1     |
| 1995                | Касива Рейсол       | Джей-лига                    | 31    | 4    | 2                | 1                | -          | -          | 33    | 5     |
| 1996                | Касива Рейсол       | Джей-лига                    | 25    | 2    | 1                | 0                | 13         | 1          | 39    | 3     |
| Итого               | Итого               | Итого                        | 237   | 61   | 8                | 5                | 35         | 10         | 280   | 76    |

### В сборной
| Сборная Японии | Сборная Японии | Сборная Японии |
| Год            | Матчи          | Голы           |
| -------------- | -------------- | -------------- |
| 1981           | 9              | 0              |
| 1982           | 3              | 0              |
| 1983           | 1              | 0              |
| 1984           | 5              | 1              |
| 1985           | 9              | 2              |
| 1986           | 2              | 0              |
| Итого          | 29             | 3              |

### Тренерская статистика
| Команда            | С     | До    | Статистика | Статистика | Статистика | Статистика | Статистика |
| Команда            | С     | До    | И          | В          | П          | Н          | Побед %    |
| ------------------ | ----- | ----- | ---------- | ---------- | ---------- | ---------- | ---------- |
| Монтедио Ямагата   | 2001  | 2003  | 132        | 48         | 33         | 51         | 36.36      |
| Киото Санга        | 2004  | 2006  | 96         | 48         | 18         | 30         | 50         |
| Джираванц Китакюсю | 2013  | 2016  | 168        | 57         | 40         | 71         | 33.93      |
| Всего              | Всего | Всего | 396        | 153        | 91         | 152        | 38.64      |